# Гроші (фільм, 1928)
«Гроші» (фр. L'argent) — французький німий фільм 1928 року, поставлений режисером Марселем Л'Ерб'є за однойменним романом Еміля Золя.

## Сюжет
Два ділки оспорюють контроль над міжнародним фінансовим ринком: Ніколя Саккар, директор «Всесвітнього банку», і великий банкір Альфонс Гюндерман, який, окрім іншого, володіє важливим нафтовим трестом. Гюндерман здобуває перемогу, через посередника завадивши голосуванню за розширення капіталу компанії «Континентальний орел», дочірнього підприємства Саккара. Багато хто вважає, що Саккар розорений; його коханка баронеса Сандорф переходить в стан ворога і приєднується до Гюндермана. Саккар стає головним спонсором досліджень бідного льотчика Жака Амлена, з яким його познайомив журналіст Юре. Амлен хоче досліджувати нафтові родовища в Гаяні. Саккар переконує усіх, що Гюндерман разом з ним бере участь в цьому підприємстві. Він просить Амлена погодитися на пост віце-президента товариства, створеного для підтримки проекту. Амлен погоджується за умови, що йому буде дозволено здійснити 7000-кілометровий переліт через океан до Гаяни з новим пальним, схожим на те, яке можна буде виготовити із видобутої там нафти. Таким чином він хоче залишитися самим собою. Саккар дуже радий; у цьому заміру він бачить чудовий рекламний хід. Проте ця умова засмучує Лін, дружину Амлена.
Гюндерман нишком через іноземних підручних придбаває акції «Всесвітнього банку», накопичуючи таким чином «запаси». Після початку перельоту збудження на біржі досягає піку, і акції ростуть; разом з тим росте хвилювання і тривога Лін. Повідомляють, що хтось нібито бачив, як охоплений полум'ям літак Амлена впав в океан. Але Саккар отримує шифровану телеграму із звісткою про те, що вцілілий льотчик приземлився в обумовленому місці. Саккар за низькою ціною скуповує акції, що різко впали, і сподівається отримати велетенський прибуток. Він розповідає Лін правду і не дає їй накласти на себе руки.
Амлен споруджує першу свердловину. Від перевтоми у нього починаються проблеми із зором. Саккар дає Лін чекову книжку на ім'я її чоловіка, за якою вона, маючи доручення, може виписувати будь-які суми, які тільки побажає. На вечірці у баронеси Сандорф хазяйка повторює Саккару те, про що шепочуться усі навкруги: він наближається до банкрутства. Своєю спритністю і спокусливістю вона виводить Саккара з себе і витягає для Гюндермана цінні відомості про стан його справ. Саккар говорить Лін, що збирається влаштувати великий бал на її честь та говорить, що завжди хотів її. Вона спершу сміється, потім починає плакати, зрозумівши, що Саккар зовсім не жартує. Він погрожує засадити її чоловіка до в'язниці за незабезпечені чеки, виписані нею по книжці.
Баронеса Сандорф по секрету повідомляє Лін про злочинні махінації Саккара. На балу на її честь Лін хоче вистрілити в Саккара, але баронеса її зупиняє. Насправді, смерть Саккара миттєво підніме в ціні акції «Всесвітнього банку». За порадою баронеси Лін продає свої акції. Гюндерман чинить так само на найбільших міжнародних ринках. Саккар заарештований. Жак повертається і теж потрапляє під арешт. Від потрясіння зір у нього падає все більше - тепер він погано бачить на обидва ока. Вони з Саккаром з'являються перед судом. Прокурор говорить: «Це процес над грошима, — і додає Саккару, маючи на увазі Жака: — Вам трохи не вдалося обчорнити ім'я героя». Гюндерман обіцяє сплатити усі обґрунтовані претензії, як тільки оволодіє більшістю акцій «Всесвітнього банку». Він жертвує великі суми на благо суспільству. Тепер Саккара і Жака звинувачують окремо. Жака звільнено; його зір покращується. Саккару належить провести у в'язниці ще півроку. Він у роздумах про наступну справу і вже втягує в нього наглядача.

## У ролях
| П'єр Альковер  | ···· | Ніколя Саккар                |
| Бригітта Гельм | ···· | баронеса Сандорф             |
| Іветта Гільбер | ···· | пані Мешен                   |
| Альфред Абель  | ···· | Альфонс Гюндерман            |
| Марі Глорі     | ···· | Лін Амлен                    |
| Анрі Віктор    | ···· | Жак Амлен                    |
| Жуль Беррі     | ···· | Юре, журналіст               |
| Реймон Руло    | ···· | Жонтру                       |
| Антонен Арто   | ···· | мосьє Мазо, секретар Саккара |

## Художні особливості
У «Грошах», останньому німому фільмі Марселя Л'Ерб'є, що розглядався у 1960-ті роках деякими як маніфест модернізму, режисер «продемонстрував надзвичайну сміливість, як в тематичних, так і в синтаксичних рішеннях». Мобільно використовуючи камери, які охоплюють величезні простори декорацій або «наїжджають» на натовп спекулянтів, що кишить, дроблячи плани відповідно до складної динаміки, граючи на сміливому розтяганні дії, режисер створив один з технічно найдосконаліших фільмів періоду німого кіно у Франції. Знамениту сцену на Біржі Л'Ерб'є знімав три дні в реальній обстановці за участю 2000 статистів, 15-ма камерами і з «дивовижною механічною інсталяцією, [що дозволяла] різко спустити з-під Куполу (з висоти 22 м) кінознімальний апарат, що вів автоматичну зйомку вируючого біржового залу».

## Навколо фільму
Л'Ерб'є запросив Жана Древіля для роботи над документальною хронікою зйомок фільму «Гроші». Короткометражка під назвою «Навколо Грошей» (фр. Autour de L'argent) (озвучена у 1971 році) стала відомою не менше ніж сам фільм.
У 1936 році режисер П'єр Бійон зняв однойменний ремейк «Грошей» Марселя Л'Ерб'є.